# Stéphane Bré
Stéphane Bré (* 29. März 1966 in Saint-Brieuc, Frankreich) ist ein ehemaliger französischer Fußballschiedsrichter.
Ab der Saison 1994/95 kam Bré regelmäßig in der französischen Liga zum Einsatz. Zwischen 1998 und 2004 pfiff er insgesamt zehn Länderspiele, von 1998 bis 2005 leitete er auch Spiele in internationalen Pokalwettbewerben. 2004 war Bré Schiedsrichter beim französischen Pokalfinale und wurde im selben Jahr in die Liste der FIFA-Schiedsrichter aufgenommen. 2005 veröffentlichte Bré interne Informationen und wurde daraufhin von FIFA und UEFA für vier Monate suspendiert. Danach leitete er keine internationalen Partien mehr. 2008 wurde er von der Liste genommen. In Frankreich war er bis zum Ende der Saison 2010/11 als Schiedsrichter tätig, er kommt auf insgesamt 297 Erstligaeinsätze. Hauptberuflich arbeitet er als Polizist.